# Sorbus ambigua
Sorbus ambigua är en rosväxtart som först beskrevs av Joseph Decaisne, och fick sitt nu gällande namn av Johan Teodor Hedlund. Sorbus ambigua ingår i släktet oxlar, och familjen rosväxter. Inga underarter finns listade i Catalogue of Life.